# 馬希杲
马希杲（？—945年），马楚武穆王马殷之子，排行不详。
马希杲在馬希範在位时为静江节度使（长兴四年（933年）上任）、同平章事。在桂州深得民心，监军裴仁煦多次诬陷马希杲。马希範在南汉入侵蒙州、桂州时，亲自到桂州。马希杲和母亲华夫人亲自到全益岭迎接马希範。马希範后来把马希杲改到朗州，还是领静江节度使，加侍中。马希杲在朗州深得民心，马希範猜忌，马希杲想回到长沙，马希範不许，派医生探视，趁机毒杀马希杲。